# Marat Kaziej
Marat Iwanowicz Kaziej (ros. Марат Иванович Казей, ur. 29 października 1929 we wsi Stańkawa w obwodzie mińskim, zm. 11 maja 1944 k. wsi Charomickija w rejonie uzdowskim) – wywiadowca radzieckiej brygady partyzanckiej, Bohater Związku Radzieckiego (1965).

## Życiorys
Urodził się w rodzinie chłopskiej. Skończył 4 klasy, w listopadzie 1942 wstąpił do oddziału partyzanckiego im. 25-lecia Października, później został wywiadowcą 200 Brygady Partyzanckiej im. Rokossowskiego działającej w obwodzie mińskim. 9 stycznia 1943 wziął udział w potyczce z Niemcami, w której został ranny w rękę. Później uczestniczył w wielu innych akcjach przeciw Niemcom. Podczas jednej z walk w grudniu 1943 zdobył cenne dokumenty wroga - karty wojskowe i plany niemieckiego dowództwa. 11 maja 1944 został okrążony przez Niemców i zginął w wybuchu granatu. Miał 14 lat.
W Mińsku postawiono jego pomnik. W 1958 w jego rodzinnej miejscowości ustawiono obelisk upamiętniający młodego partyzanta. Jego pomnik zbudowano również w Moskwie. Jego imieniem nazwano wiele sowchozów, ulic, szkół i drużyn pionierskich.

## Odznaczenia
- Złota Gwiazda Bohatera Związku Radzieckiego (pośmiertnie, 8 maja 1965)
- Order Lenina (pośmiertnie, 8 maja 1965)
- Order Wojny Ojczyźnianej I klasy
- Medal „Za Odwagę”
- Medal „Za zasługi bojowe”